# Gran Premio del Giappone 2000
Il Gran Premio del Giappone 2000 è stato un Gran Premio di Formula 1 disputato l'8 ottobre 2000 sul Circuito di Suzuka. La gara fu vinta da Michael Schumacher su Ferrari, davanti ai due piloti della McLaren - Mercedes Mika Häkkinen e David Coulthard. Con questo successo Schumacher si aggiudicò il Campionato Mondiale Piloti, il terzo in carriera per il pilota tedesco e il primo per la Ferrari da quello ottenuto nel 1979 da Jody Scheckter.

## Vigilia

### Aspetti sportivi
Il precedente Gran Premio degli Stati Uniti aveva avuto un esito molto influente su entrambe le classifiche mondiali. David Coulthard fu escluso matematicamente dalla competizione per il titolo piloti, avendo accumulato un distacco di 25 punti da Michael Schumacher, impossibile da colmare nelle due gare rimanenti. Il pilota tedesco della Ferrari, grazie alla vittoria a Indianapolis e al contemporaneo ritiro di Mika Häkkinen, aveva invece riconquistato la prima posizione in classifica, presentandosi a Suzuka con un vantaggio di otto punti sul rivale. Nel mondiale costruttori, invece, la Ferrari aveva scavalcato la McLaren - Mercedes, arrivando all'appuntamento in Giappone con 10 punti di vantaggio.
Nella settimana successiva al Gran Premio degli Stati Uniti, tutte le scuderie ad eccezione di Benetton, Arrows e Minardi effettuarono delle sessioni di test in preparazione al Gran Premio del Giappone o raccogliere dati utili allo sviluppo delle monoposto per la stagione 2001. La Ferrari disputò due giorni di test a Fiorano con il collaudatore Luca Badoer al volante, svolti in parte con la pista bagnata artificialmente, per poi spostarsi sul circuito del Mugello per ulteriori due giorni di prove, stavolta con Michael Schumacher alla guida. Sul tracciato toscano Schumacher mise a punto l'assetto per la gara a Suzuka, provando anche gli pneumatici sviluppati dalla Bridgestone per la stagione 2001. Olivier Panis, collaudatore della McLaren, effettuò tre giorni di test sul circuito di Magny-Cours, così come Stéphane Sarrazin con la Prost; la McLaren concentrò il lavoro sulla preparazione per il Gran Premio del Giappone, mentre la scuderia francese si focalizzò sulla raccolta di dati per lo sviluppo della monoposto della stagione successiva. La Williams disputò due giorni di test all'Estoril con Jenson Button, mentre Jordan, BAR e Jaguar scelsero di provare a Silverstone, sempre per due giorni; nell'occasione, la Jaguar ufficializzò l'ingaggio di Tomas Scheckter come collaudatore. Infine, la Sauber effettuò tre giorni di prove al Mugello, alternando Enrique Bernoldi e Kimi Räikkönen alla guida.

### Aspetti tecnici
Con due sole gare rimaste da disputare, molte scuderie si concentrarono sullo sviluppo delle monoposto per la stagione seguente, non portando quindi novità tecniche di rilievo a Suzuka. Fecero eccezione la Ferrari, che utilizzò un nuovo alettone anteriore con una pianta rettangolare e non più a freccia, e la Williams, che montò un nuovo alettone posteriore sulle proprie monoposto. Honda e Mugen-Honda fornirono, in occasione della gara di casa, delle versioni potenziate dei loro motori rispettivamente a BAR e Jordan. 

## Prove libere

### Risultati
I tempi migliori della prima sessione di prove libere di venerdì furono i seguenti:
| Pos | Nº | Pilota             | Costruttore        | Tempo    |
| --- | -- | ------------------ | ------------------ | -------- |
| 1   | 3  | Michael Schumacher | Ferrari            | 1'38"474 |
| 2   | 1  | Mika Häkkinen      | McLaren - Mercedes | 1'38"893 |
| 3   | 2  | David Coulthard    | McLaren - Mercedes | 1'39"669 |

I tempi migliori della seconda sessione di prove libere di venerdì furono i seguenti:
| Pos | Nº | Pilota             | Costruttore        | Tempo    |
| --- | -- | ------------------ | ------------------ | -------- |
| 1   | 3  | Michael Schumacher | Ferrari            | 1'37"728 |
| 2   | 1  | Mika Häkkinen      | McLaren - Mercedes | 1'38"339 |
| 3   | 4  | Rubens Barrichello | Ferrari            | 1'38"537 |

I tempi migliori delle sessioni di prove libere di sabato mattina furono i seguenti:
| Pos | Nº | Pilota             | Costruttore        | Tempo    |
| --- | -- | ------------------ | ------------------ | -------- |
| 1   | 1  | Mika Häkkinen      | McLaren - Mercedes | 1'37"037 |
| 2   | 3  | Michael Schumacher | Ferrari            | 1'37"176 |
| 3   | 10 | Jenson Button      | Williams - BMW     | 1'37"244 |

## Qualifiche

### Resoconto
La lotta per la pole position fu limitata ai due contendenti al titolo piloti, già in testa in tutte le sessioni di prove libere. Michael Schumacher e Mika Häkkinen si scambiarono le posizioni in cima alla lista dei tempi per ben cinque volte. Alla fine fu il ferrarista a spuntarla, staccando il rivale di appena nove millesimi di secondo e facendo segnare il nuovo record della pista. In seconda fila si schierarono David Coulthard e Rubens Barrichello, messi decisamente in ombra dai rispettivi compagni di squadra, mentre in terza fila si piazzarono le due Williams di Jenson Button e Ralf Schumacher. La Jaguar fece segnare una buona prestazione, con Eddie Irvine settimo e Johnny Herbert decimo. I due furono separati da Heinz-Harald Frentzen e Jacques Villeneuve, rispettivamente su Jordan e BAR. Risultarono invece piuttosto in difficoltà Jarno Trulli, quindicesimo, e i due piloti della Sauber: Mika Salo dovette utilizzare il muletto e si piazzò diciannovesimo, mentre Pedro Diniz fu retrocesso dal sedicesimo al ventesimo posto per aver imbrattato la pista d'olio, avendo proseguito per riportare la monoposto ai box dopo la rottura del motore.

### Risultati
| Pos | No | Pilota                | Costruttore          | Tempo    | Distacco |
| --- | -- | --------------------- | -------------------- | -------- | -------- |
| 1   | 3  | Michael Schumacher    | Ferrari              | 1'35"825 |          |
| 2   | 1  | Mika Häkkinen         | McLaren - Mercedes   | 1'35"834 | +0"009   |
| 3   | 2  | David Coulthard       | McLaren - Mercedes   | 1'36"236 | +0"411   |
| 4   | 4  | Rubens Barrichello    | Ferrari              | 1'36"330 | +0"505   |
| 5   | 10 | Jenson Button         | Williams - BMW       | 1'36"628 | +0"803   |
| 6   | 9  | Ralf Schumacher       | Williams - BMW       | 1'36"788 | +0"963   |
| 7   | 7  | Eddie Irvine          | Jaguar - Ford        | 1'36"899 | +1"074   |
| 8   | 5  | Heinz-Harald Frentzen | Jordan - Mugen Honda | 1'37"243 | +1"418   |
| 9   | 22 | Jacques Villeneuve    | BAR - Honda          | 1'37"267 | +1"442   |
| 10  | 8  | Johnny Herbert        | Jaguar - Ford        | 1'37"329 | +1"504   |
| 11  | 12 | Alexander Wurz        | Benetton - Playlife  | 1'37"348 | +1"523   |
| 12  | 11 | Giancarlo Fisichella  | Benetton - Playlife  | 1'37"479 | +1"654   |
| 13  | 18 | Pedro de la Rosa      | Arrows - Supertec    | 1'37"652 | +1"827   |
| 14  | 19 | Jos Verstappen        | Arrows - Supertec    | 1'37"674 | +1"849   |
| 15  | 6  | Jarno Trulli          | Jordan - Mugen Honda | 1'37"679 | +1"854   |
| 16  | 15 | Nick Heidfeld         | Prost - Peugeot      | 1'38"141 | +2"316   |
| 17  | 14 | Jean Alesi            | Prost - Peugeot      | 1'38"209 | +2"384   |
| 18  | 23 | Ricardo Zonta         | BAR - Honda          | 1'38"269 | +2"444   |
| 19  | 17 | Mika Salo             | Sauber - Petronas    | 1'38"490 | +2"665   |
| 20  | 16 | Pedro Diniz           | Sauber - Petronas    | 1'38"576 | +2"751   |
| 21  | 20 | Marc Gené             | Minardi - Fondmetal  | 1'39"972 | +4"147   |
| 22  | 21 | Gastón Mazzacane      | Minardi - Fondmetal  | 1'40"462 | +4"637   |

## Warm-up

### Risultati
I tempi migliori fatti segnare nel warm up di domenica mattina furono i seguenti:
| Pos | No | Pilota             | Costruttore        | Tempo    |
| --- | -- | ------------------ | ------------------ | -------- |
| 1   | 3  | Michael Schumacher | Ferrari            | 1'38"005 |
| 2   | 1  | Mika Häkkinen      | McLaren - Mercedes | 1'38"526 |
| 3   | 4  | Rubens Barrichello | Ferrari            | 1'38"758 |

## Gara

### Resoconto
A due gare dalla fine la lotta per il titolo tra Michael Schumacher e Mika Häkkinen era ancora aperta, ma il primo era avanti di 8 punti e aveva vinto tre gare in più, quindi un'eventuale parità avrebbe assegnato il titolo proprio al tedesco. Il finlandese, per poter ancora sperare di diventare campione del mondo per il terzo anno consecutivo, doveva di conseguenza concludere la gara davanti al rivale o subito dietro di lui, ma in quest'ultimo caso Schumacher non doveva andare oltre il terzo posto. Al via Häkkinen scattò molto bene, sopravanzando Schumacher nonostante il deciso tentativo di chiusura da parte del tedesco. David Coulthard mantenne la terza posizione, mentre Ralf Schumacher guadagnò il quarto posto, davanti a Eddie Irvine, Rubens Barrichello e Jenson Button. Häkkinen e Schumacher staccarono nettamente il gruppo, mantenendo un ritmo insostenibile per gli altri piloti. 
Non ci furono cambi di posizione fino alla prima serie di rifornimenti: Häkkinen, che aveva guadagnato un margine di circa due secondi e mezzo su Michael Schumacher, si fermò al ventiduesimo passaggio, seguito due tornate più tardi dal pilota della Ferrari. I due tornarono in pista con distacchi invariati. Più indietro Ralf Schumacher, autore di un fuoripista, cedette la quarta posizione a Barrichello, mentre Irvine, rallentato da un pit stop problematico, scivolò in ottava posizione, superato da Barrichello e Button. Attorno al 30º giro iniziò a piovigginare; Frentzen si ritirò per una avaria sulla sua Jordan, mentre Schumacher cominciò a ridurre sempre di più il distacco da Häkkinen. Quando quest'ultimo si fermò ai box al 37º giro, il suo vantaggio sul ferrarista era sceso a pochi decimi. Schumacher, con benzina per ancora tre tornate, spinse al massimo e dopo il proprio rifornimento rientrò in pista davanti al rivale, guadagnando un discreto margine. Negli ultimi giri Häkkinen ridusse lo svantaggio, chiudendo la gara con meno di due secondi di distacco da Schumacher, ma il tedesco controllò agevolmente la rimonta del rivale e tagliò il traguardo in prima posizione. Coulthard concluse sul terzo gradino del podio, precedendo Barrichello, Button e Villeneuve; quest'ultimo entrò in zona punti grazie al ritiro di Ralf Schumacher, autore di un testacoda dopo un'incomprensione con il doppiato Marc Gené. 
L'ottava vittoria stagionale consentì a Michael Schumacher di aggiudicarsi matematicamente il titolo piloti con una gara di anticipo sulla fine del campionato. Per il pilota tedesco si trattava del terzo titolo mondiale in carriera, mentre la Ferrari conquistò il primo titolo piloti da quello vinto nel 1979 da Jody Scheckter.  Il campionato costruttori rimase invece matematicamente aperto, con la Ferrari prima con tredici punti di vantaggio sulla McLaren.

### Risultati
| Pos      | No | Pilota                | Costruttore          | Giri | Tempo/Ritiro e posizione al ritiro | Partenza | Punti |
| -------- | -- | --------------------- | -------------------- | ---- | ---------------------------------- | -------- | ----- |
| 1        | 3  | Michael Schumacher    | Ferrari              | 53   | 1h29'53"435 - 207.316 km/h         | 1        | 10    |
| 2        | 1  | Mika Häkkinen         | McLaren - Mercedes   | 53   | +1"837                             | 2        | 6     |
| 3        | 2  | David Coulthard       | McLaren - Mercedes   | 53   | + 1'09"914                         | 3        | 4     |
| 4        | 4  | Rubens Barrichello    | Ferrari              | 53   | +1'19"191                          | 4        | 3     |
| 5        | 10 | Jenson Button         | Williams - BMW       | 53   | +1'25"694                          | 5        | 2     |
| 6        | 22 | Jacques Villeneuve    | BAR - Honda          | 52   | + 1 giro                           | 9        | 1     |
| 7        | 8  | Johnny Herbert        | Jaguar - Ford        | 52   | + 1 giro                           | 10       |       |
| 8        | 7  | Eddie Irvine          | Jaguar - Ford        | 52   | + 1 giro                           | 7        |       |
| 9        | 23 | Ricardo Zonta         | BAR - Honda          | 52   | + 1 giro                           | 18       |       |
| 10       | 17 | Mika Salo             | Sauber - Petronas    | 52   | + 1 giro                           | 19       |       |
| 11       | 16 | Pedro Diniz           | Sauber - Petronas    | 52   | + 1 giro                           | 20       |       |
| 12       | 18 | Pedro de la Rosa      | Arrows - Supertec    | 52   | + 1 giro                           | 13       |       |
| 13       | 6  | Jarno Trulli          | Jordan - Mugen Honda | 52   | + 1 giro                           | 15       |       |
| 14       | 11 | Giancarlo Fisichella  | Benetton - Playlife  | 52   | + 1 giro                           | 12       |       |
| 15       | 21 | Gastón Mazzacane      | Minardi - Fondmetal  | 51   | + 2 giri                           | 22       |       |
| Ritirato | 20 | Marc Gené             | Minardi - Fondmetal  | 46   | Motore (15°)                       | 21       |       |
| Ritirato | 9  | Ralf Schumacher       | Williams - BMW       | 41   | Testacoda (6°)                     | 6        |       |
| Ritirato | 15 | Nick Heidfeld         | Prost - Peugeot      | 41   | Motore (18°)                       | 16       |       |
| Ritirato | 12 | Alexander Wurz        | Benetton - Playlife  | 37   | Testacoda (18°)                    | 11       |       |
| Ritirato | 5  | Heinz-Harald Frentzen | Jordan - Mugen Honda | 29   | Impianto idraulico                 | 8        |       |
| Ritirato | 14 | Jean Alesi            | Prost - Peugeot      | 19   | Motore (9°)                        | 17       |       |
| Ritirato | 19 | Jos Verstappen        | Arrows - Supertec    | 9    | Noie elettriche (22°)              | 14       |       |

## Classifiche

### Piloti
| Pos. | Pilota                | Punti |
| ---- | --------------------- | ----- |
| 1    | Michael Schumacher    | 98    |
| 2    | Mika Häkkinen         | 86    |
| 3    | David Coulthard       | 67    |
| 4    | Rubens Barrichello    | 58    |
| 5    | Ralf Schumacher       | 24    |
| 6    | Giancarlo Fisichella  | 18    |
| 7    | Jacques Villeneuve    | 15    |
| 8    | Jenson Button         | 12    |
| 9    | Heinz-Harald Frentzen | 11    |
| 10   | Jarno Trulli          | 6     |
| 10   | Mika Salo             | 6     |
| 12   | Jos Verstappen        | 5     |
| 13   | Eddie Irvine          | 3     |
| 13   | Ricardo Zonta         | 3     |
| 15   | Alexander Wurz        | 2     |
| 15   | Pedro de la Rosa      | 2     |

### Costruttori
| Pos. | Team                 | Punti |
| ---- | -------------------- | ----- |
| 1    | Ferrari              | 156   |
| 2    | McLaren - Mercedes   | 143   |
| 3    | Williams - BMW       | 36    |
| 4    | Benetton - Playlife  | 20    |
| 5    | BAR - Honda          | 18    |
| 6    | Jordan - Mugen Honda | 17    |
| 7    | Arrows - Supertec    | 7     |
| 8    | Sauber - Petronas    | 6     |
| 9    | Jaguar - Ford        | 3     |